# Hemicephalis rufipes
Hemicephalis rufipes är en fjärilsart som beskrevs av Felder 1874. Hemicephalis rufipes ingår i släktet Hemicephalis och familjen nattflyn. Inga underarter finns listade i Catalogue of Life.